# أولاد حيون (بني لنت السفلية)
أولاد حيون هو دُوَّار يقع بجماعة بني لنت، إقليم تازة، جهة فاس مكناس في المملكة المغربية. ينتمي الدوّار لمشيخة بني لنت السفلية التي تضم 18 دوار. يقدر عدد سكانه بـ 289 نسمة حسب الإحصاء الرسمي للسكان والسكنى لسنة 2004.

## روابط خارجية
- البوابة الوطنية للجماعات الترابية
- المندوبية السامية للتخطيط